# Andrzej Bogurski
Andrzej Bogurski(ur. ok. ?, zm. 15 lipca 1596 we Wrocławiu) – kanonik kapituły Kolegiackiej Świętego Krzyża i św. Bartłomieja we Wrocławiu. Dokonał specjalnego zapisu na polskie kazania, które wedle jego woli miały być utrzymane w kolegiacie po wsze czasy, nabożeństwa w języku polskim odbywały się tu aż do 1919 roku. Bogurski został pochowany w Kolegiacie Świętego Krzyża i św. Bartłomieja, jego płyta nagrobna do dziś zachowała się w nawie głównej górnego kościoła.